# Cherbonniericrinus cherbonnieri
Cherbonniericrinus cherbonnieri is een haarster uit de familie Rhizocrinidae. De wetenschappelijke naam van de soort werd in 1976 gepubliceerd door Roux.